# 亞歷山大 (紐約州村)
亞歷山大（英語：Alexander）是位於美國紐約州傑納西縣的村。

## 人口
根據2020年美國人口普查的數據，亞歷山大的面積為1.13平方千米，皆為陸地。當地共有人口518人，而人口密度為每平方千米458人。